# Bernard Jabouin
Bernard Jabouin né le 7 décembre 1810 à Bordeaux et mort dans la même ville le 9 avril 1889 est un sculpteur ornemaniste français, spécialisé dans la décoration religieuse et le mobilier liturgique.

## Biographie
Bernard Jabouin est l'aîné des quatre fils de Pierre Jabouin. Son père était marbrier-sculpteur et son grand-père tailleur de pierre.
Après avoir hésité à embrasser une carrière militaire (maréchal des logis chef au premier régiment de spahis, il a fait les campagnes d’Algérie entre 1832 et 1839) il reprend l'atelier paternel. Ses frères quittent Bordeaux pour le Chili et l’Espagne afin de créer leurs propres maisons de marbrerie et il se retrouve seul à la tête de l’entreprise.
Ses ateliers bordelais sont installés aux nos 50, 53 et 59 rue Mériadeck et il ouvre un magasin au 11, place Dauphine (l'actuelle place Gambetta) où il employait plus de trente ouvriers. Il devance ses principaux concurrents bordelais : Larroque, Lambinet, Boisson et Brisson, et forme une véritable école bordelaise du mobilier et du décor religieux.
L’année 1839 marque un tournant avec la création de la Commission des monuments historiques, des documents historiques et des bâtiments civils. En même temps le cardinal Donnet, archevêque de Bordeaux de 1836 à 1882, incite le clergé à jouer un rôle actif dans les travaux de cette commission. L’entretien et l’aménagement des anciens lieux de culte deviennent prioritaires. C’est ainsi que toutes les églises du bordelais s’enrichissent d’une statuaire renouvelée et d’un mobilier liturgique qui est l’objet d’une préoccupation constante. Ce renouvellement du mobilier des églises va favoriser l’essor de l’atelier de Jabouin.
Son succès tient en partie au fait qu’il n’est pas un simple fabricant d’objets de culte. Bernard Jabouin travaille le bois, la pierre, le marbre, le bronze, l’argent et le verre et il s’intéresse au contexte local et à l’histoire des édifices qu’il décore : autels, chaires, stalles, fauteuils de célébrants, fonts baptismaux, confessionnaux, bénitiers, crédences, reliquaires, châsses et statues sont exécutés dans ses ateliers. Il colore ses autels de panneaux de mosaïques, de céramique, de lave émaillée et de tableaux en harmonie avec le style de l’édifice.
Jabouin fournit très fréquemment le mobilier complet des édifices. Il réalise par exemple pour l’église de Tartas dans les Landes une chaire, des stalles, des confessionnaux et des autels dans le style néogothique. À l’époque des productions contemporaines en série, le sculpteur propose des œuvres de qualité qui s’inspirent de l’histoire locale.
L’artiste travaille en effet en étroite relation avec les architectes, les archéologues et les peintres. Sa participation à la Commission des monuments historiques en étant membre de la Société française d'archéologie assure le sérieux archéologique de sa production dont la qualité est reconnue par dix médailles venues récompenser l’artiste lors des grandes expositions locales ou nationales.
Son inspiration nourrie d’archéologie est sans cesse renouvelée par ses voyages en Italie avec le maître-verrier bordelais Joseph Villiet, par les études du mobilier des monuments français et étrangers et par son intérêt pour les nouvelles techniques (en particulier la galvanoplastie. Ses œuvres s’adaptent ainsi aux dernières innovations.
Actif dans toute la France, il exporte ses œuvres au Chili, aux Antilles, en Haïti et à la Réunion. Il fait photographier ses œuvres par Alphonse Terpereau afin de les faire connaître et offre les images dédicacées aux architectes.
Bernard Jabouin est nommé chevalier de l’ordre de Saint-Grégoire-le-Grand par le Pape Pie IX, lors de l’Exposition universelle de 1867, pour services rendus à l'art chrétien.
Il était adjoint au maire de Bordeaux. Une rue de cette ville porte son nom.

## Œuvres de Bernard Jabouin
Plus d'une vingtaine des œuvres de Bernard Jabouin sont inscrits sur l'Inventaire général du patrimoine culturel.
- Pavement[3] de la cathédrale Saint-André de Bordeaux.
- Autel Sainte-Marguerite[4] de la cathédrale Saint-André de Bordeaux.
- Confessionnal, chaire, de la chapelle du Sacré-cœur ; les autels dédiés à : saint Fort, saint Joseph et saint Martial de Saint-Seurin de Bordeaux.
- Fonts baptismaux de l'église Sainte-Geneviève de Bordeaux
- Autel de l'église Saint-Louis-des-Chartrons (Bordeaux).
- Stalles de l’Église Saint-Éloi de Bordeaux.
- Reliquaire de l’église Saint-Amand à Caudéran
- Maitre-autel[5] et l'autel de la Vierge[6] de l'église de Saint-Loubès.
- Autel[7] de l'église Saint-Martin de Lormont.
- Retable de la chapelle Notre-Dame et maître-autel de l'église Saint-Vincent de Floirac.
- Bénitier[8] du collégiale Saint-Blaise de Cadlillac.
- Autel de l'église Saint-Martin de Lugasson.
- Maitre-autel de l'église Saint-Martin d'Eysines.
- Cuve baptismale de l'église Saint-Michel de Beautiran.
- Autel de l'église Saint-Georges de Isle-Saint-Georges.
- Banc-d’œuvre de l’église de Langon.
- Maître-autel de l’église de Castets-en-Dorthe.
- Autel de l'église Notre-Dame-de-l'Assomption de Casteljaloux.
- Maître-autel-tabernacle[9] et autel Saint-Joseph[10] de l'église Saint-Nicolas de Nérac.
- Chaire à prêcher[11], maître-autel[12], autel de Saint-Joseph[13], autel de la Vierge[14] de l'église de Buzet-sur-Baïse.
- Maitre-autel[15] de l'église Saint-Jean-Baptiste de Cocumont.
- Maître-autel[16] de l'église Notre-Dame de Marmande.
- Autel de la Chapelle de la Croix[17], Villeneuve-sur-Lot.
- Cuve baptismale de l'église Saint-Ambroise de Paris.
- Autel[18] église Saint-Pierre et Saint-Paul, Habas.
- Chaire, stalles, confessionnaux, autels et statues[19] dans l'église Saint-Jacques de Tartas.
- Maître-autel[20] de l'église de Trensacq.
- Autel de l'église Saint-Pierre de Salles.
- Autel de l'église Notre-Dame de Bergerac.
- Autel de l'église Saint-Martin de Brécey (Manche).
- Autel[21] de hôpital Bretonneau (hospice de la charité), Tours.
- Autel de l'église Saint-Martin-du-Tilleul (Seine Maritime).
- Autel en marbre de Campan réalisé en 1853 pour la Collégiale Saint-Laurent d'Ibos.
- Autel et tabernacle (maître-autel) de l'église de Chenac-Saint-Seurin-d'Uzet.
- Maître-autel de la basilique Notre-Dame-d'Espérance de Saint-Brieuc.
- Maître-autel[22] de l'église Saint-Pierre de Arzacq-Arraziguet
- Autel de la chapelle des Carmélites d'Angoulême.
- Chaire de la Cathédrale Saint-Pierre de Saintes.
- Maître-autel[23] de la cathédrale Saint-Louis de La Rochelle.
- Autel[24] du couvent de sœurs de la Charité, La Rochelle.
- Autel[25] du prieuré de bénédictins Saint-Pierre, Jarnac.
- Autel[26] de l'église Saint-Maurice de Salles-d'Angles, Charente.
- Un autel de 8 mètres de hauteur, formé de marbres de diverses couleurs et d'ornements en bronze fondu et doré pour la cathédrale de Santiago du Chili en 1868.
- Mobilier de l'église Saint-Jacques de Tartas.

Œuvres de Bernard Jabouin photographiées par Alphonse Terpereau
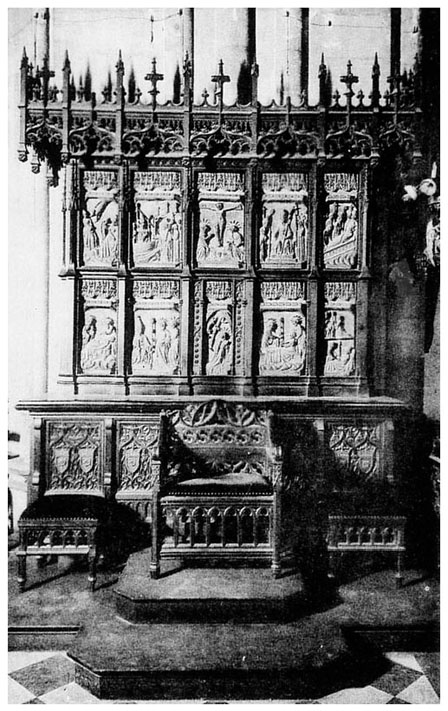
Stalles, basilique Saint-Seurin de Bordeaux.
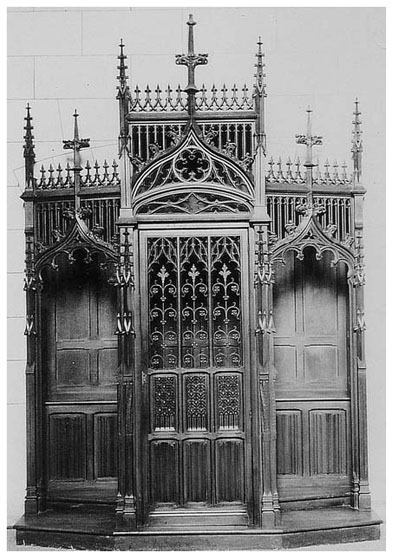
Confessionnal, basilique Saint-Seurin de Bordeaux.
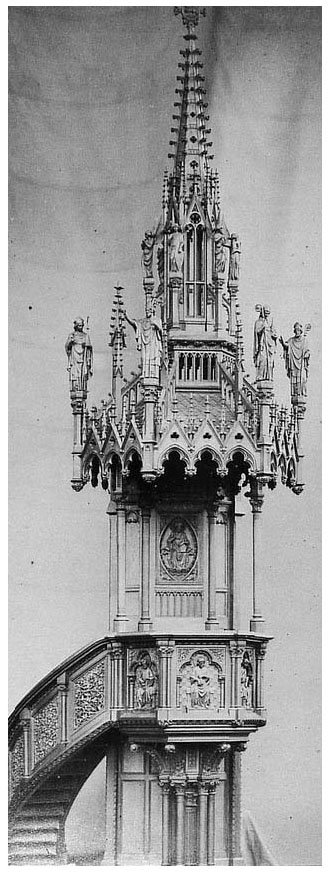
Chaire, basilique Saint-Seurin de Bordeaux.
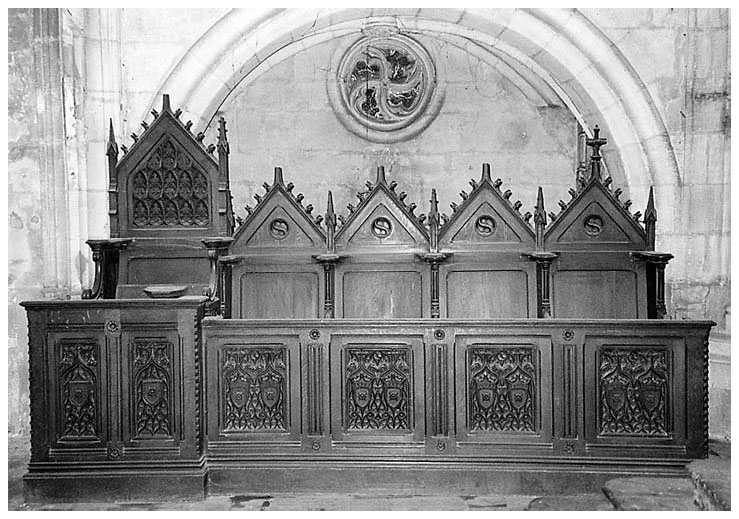
Stalles, église Saint-Éloi de Bordeaux.
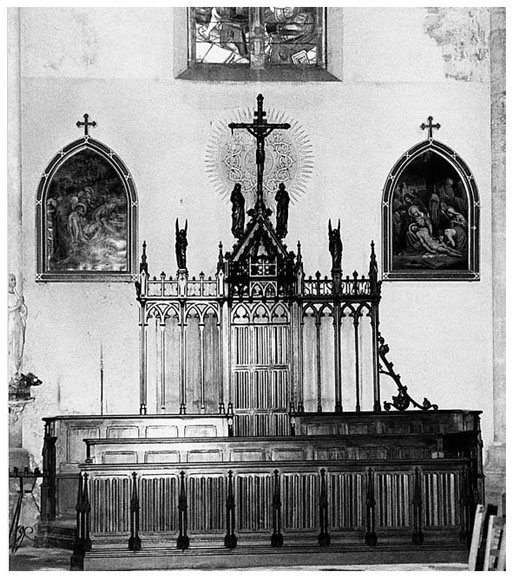
Stalles, église Saint-Gervais-Saint-Protais de Langon.
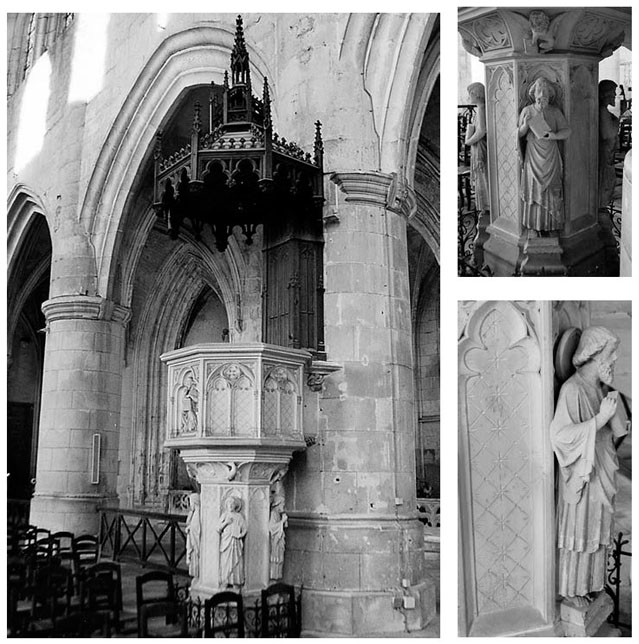
Chaire, cathédrale Saint-Pierre de Saintes.
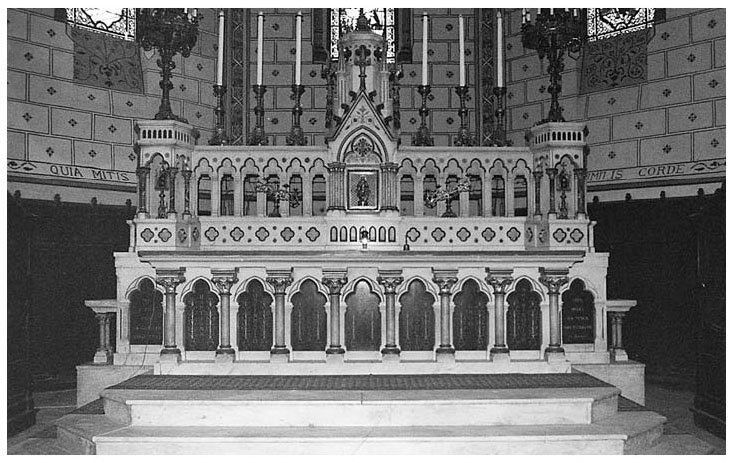
Maître-autel, Castets-en-Dorthe, église Saint-Louis.
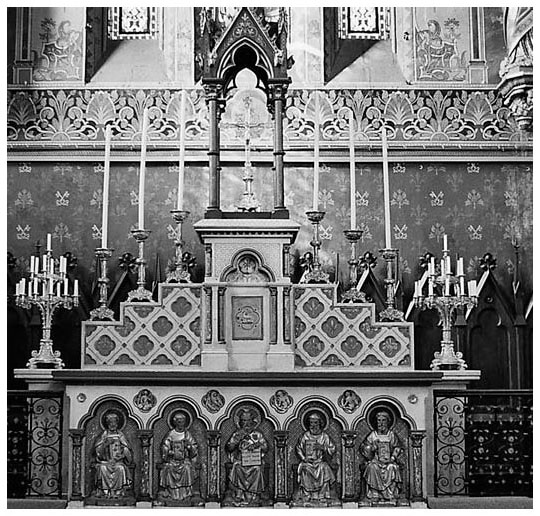
Maître-autel, Salles, église Saint-Pierre.
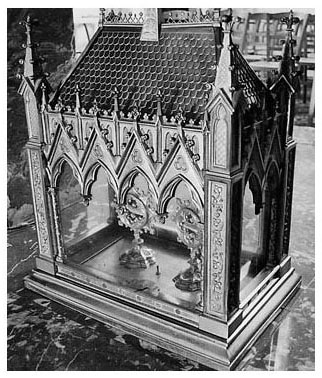
Reliquaire, Caudéran, église Saint-Amand.

Œuvres de Bernard Jabouin
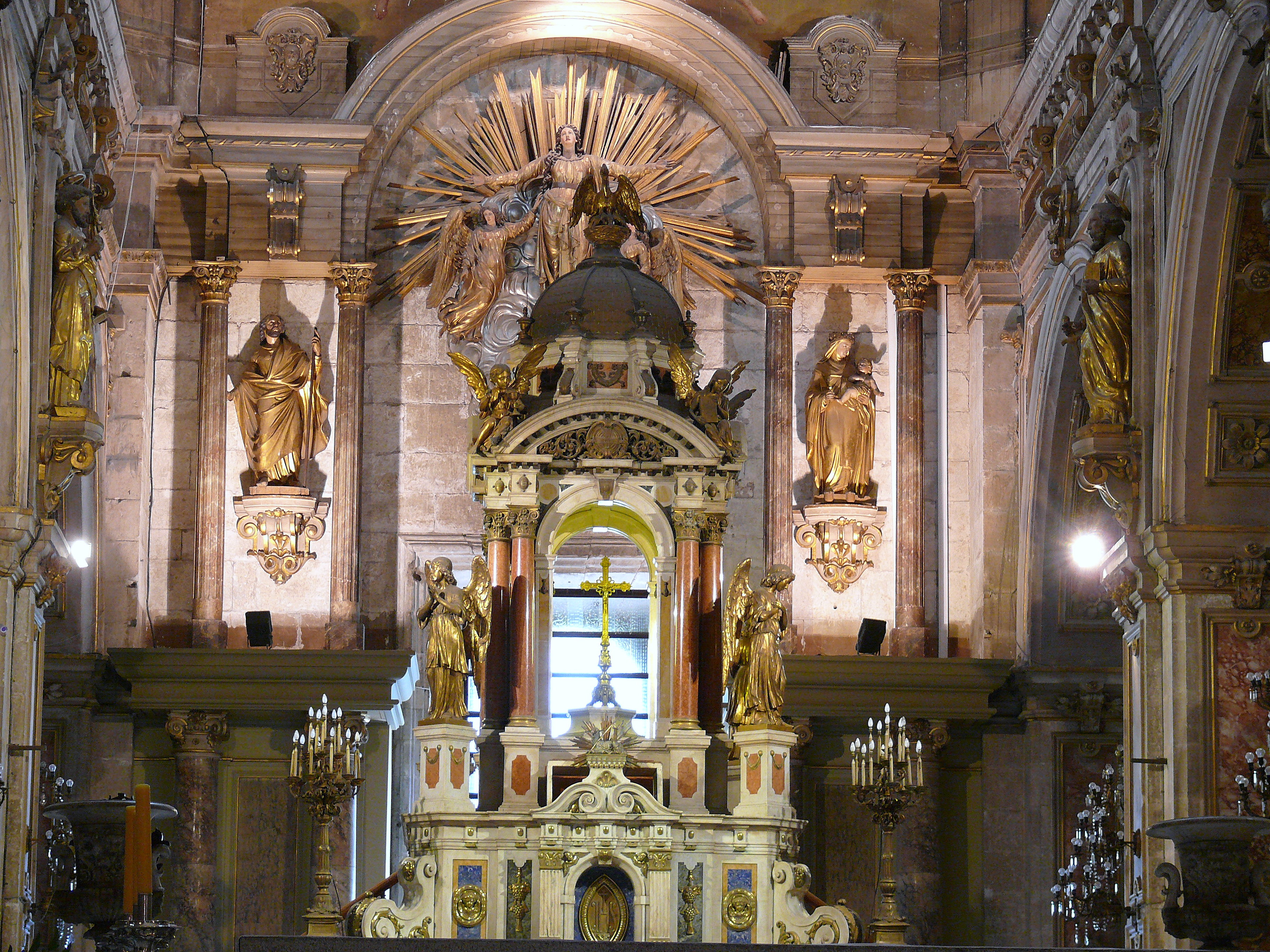
Cathédrale métropolitaine de Santiago du Chili.
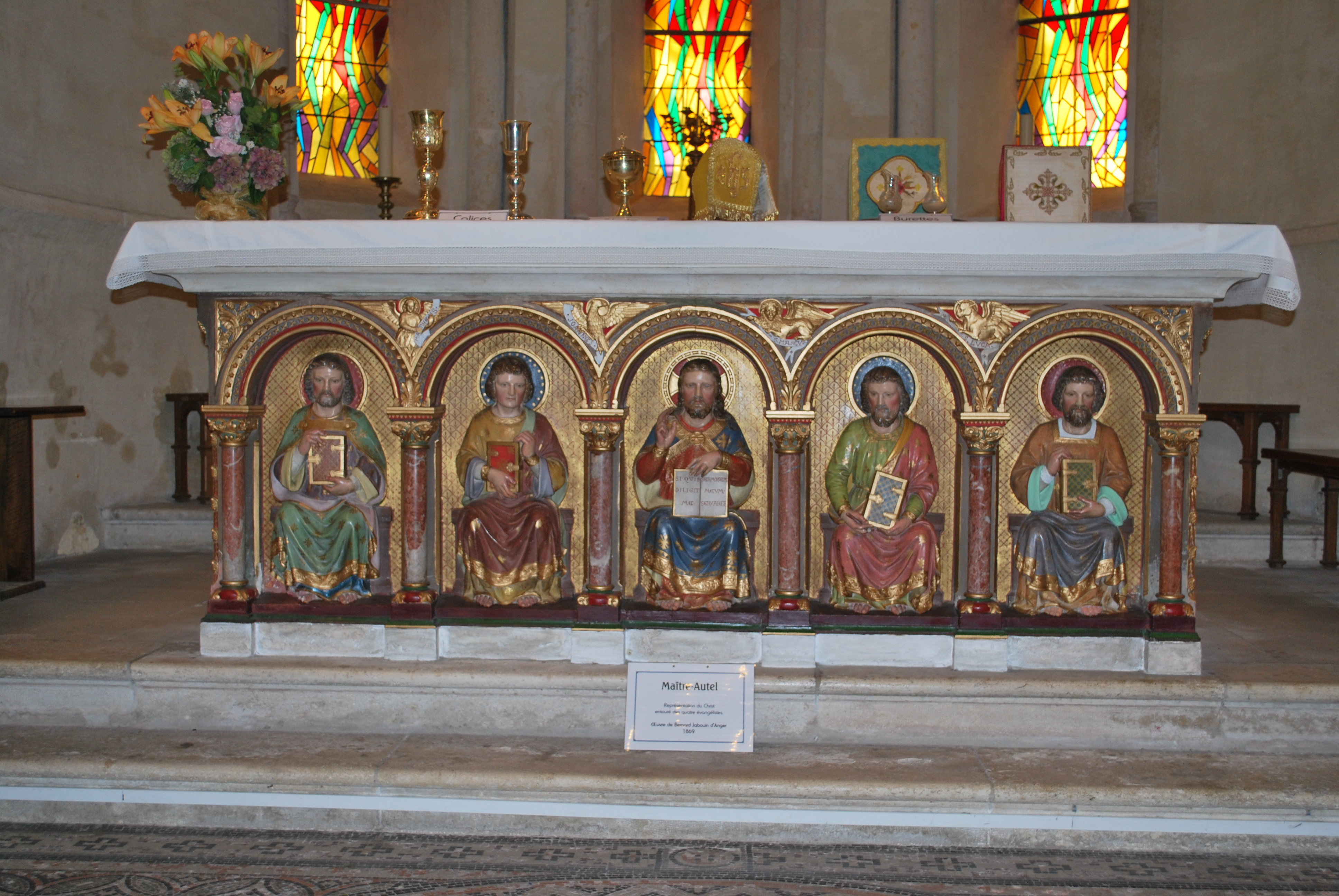
Maître-autel, église Saint-Vincent de Floirac.
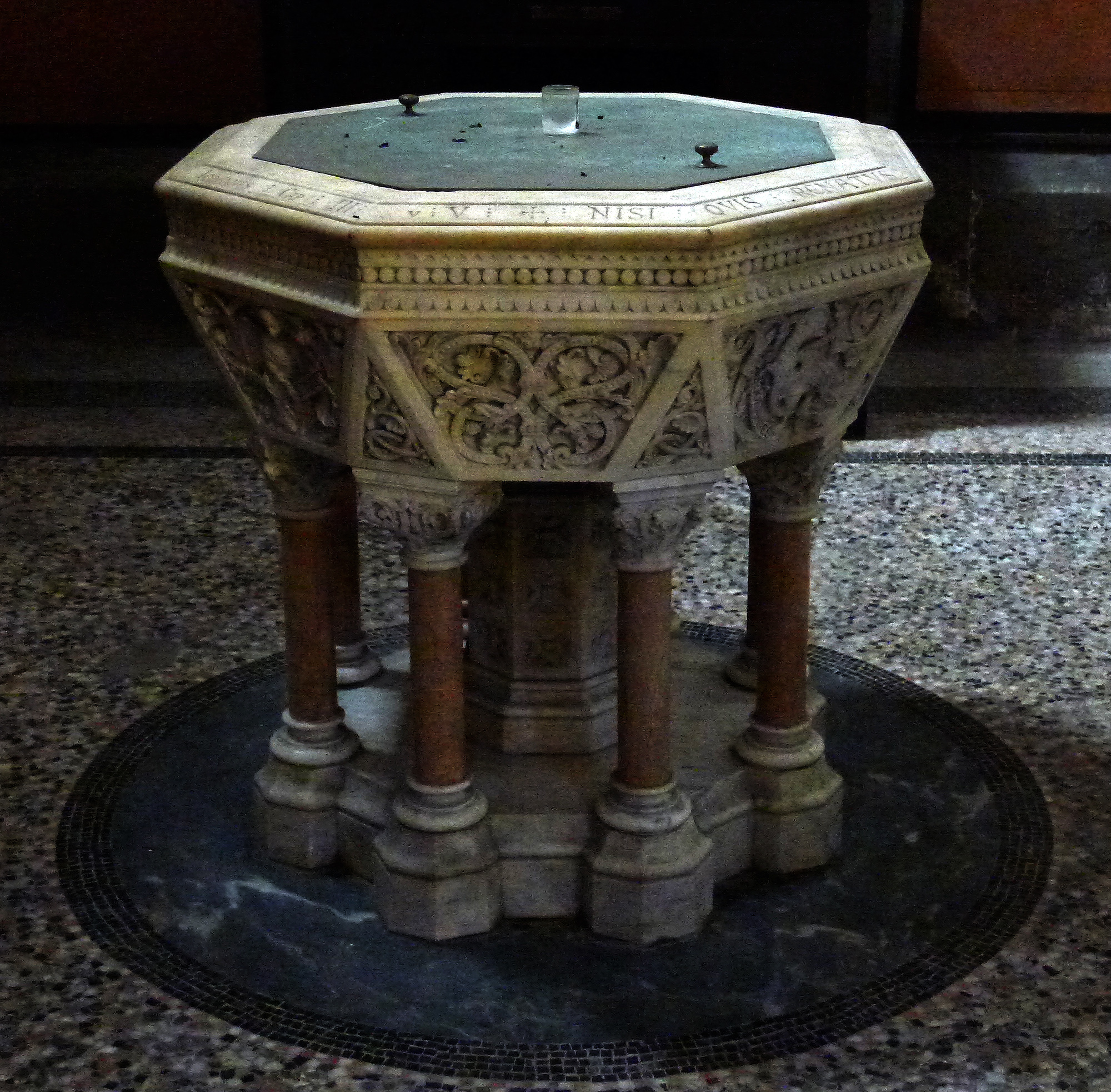
Cuve baptismale, église Saint-Ambroise de Paris.
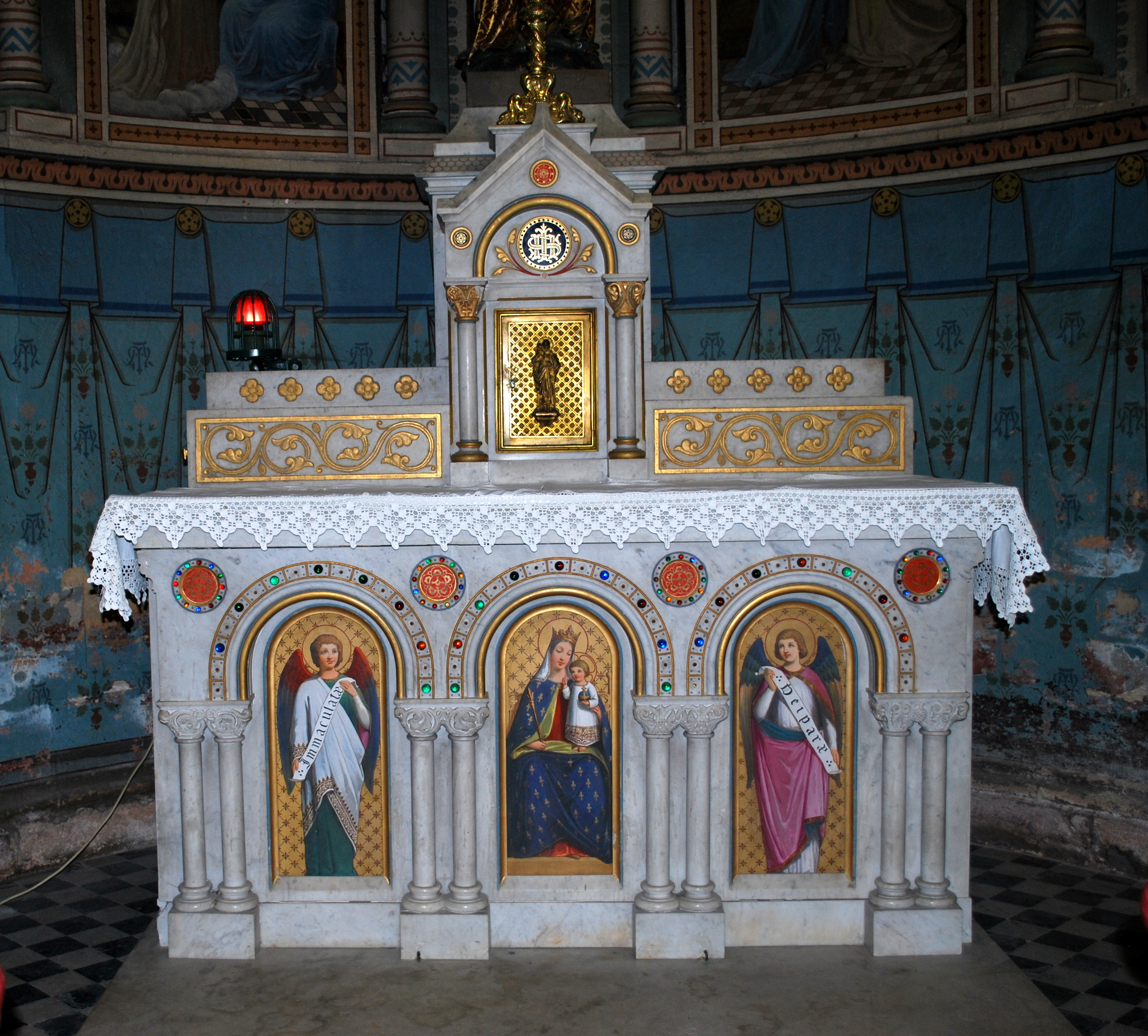
Autel de la Vierge, Saint-Loubès, église Saint-Pierre.
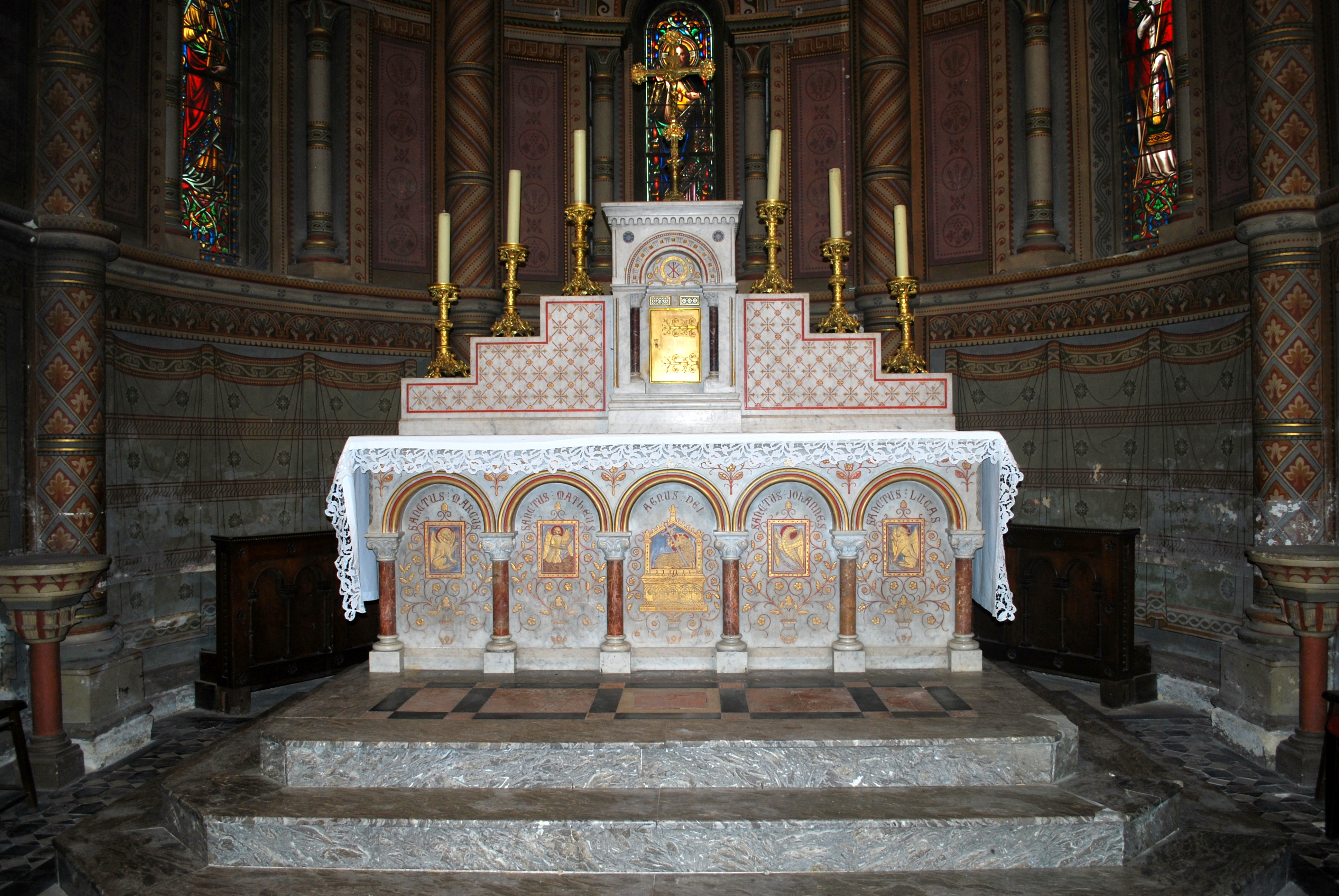
Maître-autel, Saint-Loubès, église Saint-Pierre.